# Puls (musikalbum)
Puls är det tredje studioalbumet av den svenska popgruppen Gyllene Tider. På albumlistorna toppade det i Sverige, och var som bäst 12:a i Norge.

## Låtlista
Alla texter skrivna av Per Gessle. All musik skriven av Gessle där inget annat anges.
Sida ett
1. "(Hon vill ha) puls" - 3:32
2. "Vän till en vän" - 3:06
3. "Sommartider" - 3:22
4. "Jag vänder mig om" (Mats Persson, Gessle) - 4:02
5. "Kustvägen söderut" (Persson, Gessle) - 2:48
6. "Vandrar i ett sommarregn" (med Eva Dahlgren som gästsångare) -	4:45

Sida två
1. "Händerna" - 2:59
2. "Flickan i en Cole Porter-sång" - 3:51
3. "Upphetsad" - 2:50
4. "Honung och guld" - 3:50
5. "Som regn på en akvarell" (Persson, Gessle) - 2:52
6. "För mycket är aldrig nog" - 2:47
7. "Lova att du aldrig glömmer bort mig" (Persson) - 3:28

## SinglarfrånPuls
- "Sommartider", med "Tylö Sun" och "Vart tog alla vänner vägen?" som B-sidor.
- "Flickan i en Cole Porter-sång", med "I Go to Pieces" som B-sida.
- "Vän till en vän", flexidisc-singel för Veckorevyn.

## Pulspå CD
Puls har getts ut på CD två gånger. På båda utgåvorna finns elva bonuslåtar med. På första versionen, släppt 3 juli 1990 ligger de som bonusspår på skivan, på den nyare digipack-versionen, släppt 24 mars 2004, finns de på en bonus-CD. Bonuslåtarna är:
- Tylö Sun (svenskspråkig tolkning av The Rivieras California Sun. B-sida till Sommartider) - 2:46
- Vart tog alla vänner vägen? (B-sida till Sommartider) - 2:53
- I Go to Pieces (B-sida till Flickan i en Cole Porter-sång) - 2:41
- Threnody (utgiven på samlingsskivan Radion Parlophone) - 4:47
- Hej! (tidigare outgiven) - 1:52
- Bara vara nära (tidigare outgiven) - 2:49
- Hi Fidelity - 2:10
- Offside! (utgiven på en samlingskassett kallad Rockriff från Halmstad) - 2:42
- Skäl att tvivla (tidigare outgiven) - 3:33
- Marie, Marie (utgiven på Radio Parlophone) - 2:19
- Ingenting av vad du behöver (med Marie Fredriksson som gästsångare. Utgiven som singel för tidskriften Schlager) - 4:20

Den 11 april 2007 återutgavs albumet till CD utan bonusspår.

## Listplaceringar
| Lista (1982) | Topplacering |
| ------------ | ------------ |
| Norge        | 12           |
| Sverige      | 1            |